# Open 13
Open 13 — міжнародний щорічний чоловічий професійний тенісний турнір, який проводиться в лютому у Марселі, Франція. Заснований 1993 року, є одним із чотирьох турнірів категорії ATP 250 у Франції. Матчі проводяться на закритих кортах з твердим покриттям у Palais des sports de Marseille.

## Фінали

### Одиночний розряд
| Рік  | Чемпіон                | Фіналіст            | Рахунок             |
| ---- | ---------------------- | ------------------- | ------------------- |
| 1993 | Марк Россе             | Ян Сімерінк         | 6–2, 7–6(7–1)       |
| 1994 | Марк Россе (2)         | Арно Боеч           | 7–6(8–6), 7–6(7–4)  |
| 1995 | Борис Бекер            | Даніель Вацек       | 6–7(2–7), 6–4, 7–5  |
| 1996 | Гі Форже               | Седрік Пйолін       | 7–5, 6–4            |
| 1997 | Томас Енквіст          | Марсело Ріос        | 6–4, 1–0, ret.      |
| 1998 | Томас Енквіст (2)      | Євген Кафельников   | 6–4, 6–1            |
| 1999 | Фабріс Санторо         | Арно Клеман         | 6–3, 4–6, 6–4       |
| 2000 | Марк Россе (3)         | Роджер Федерер      | 2–6, 6–3, 7–6(7–5)  |
| 2001 | Євген Кафельников      | Себастьян Грожан    | 7–6(7–5), 6–2       |
| 2002 | Томас Енквіст (3)      | Ніколя Ескюде       | 6–7(4–7), 6–3, 6–1  |
| 2003 | Роджер Федерер         | Йонас Бйоркман      | 6–2, 7–6(8–6)       |
| 2004 | Домінік Хрбати         | Робін Содерлінг     | 4–6, 6–4, 6–4       |
| 2005 | Йоахім Йоханссон       | Іван Любичич        | 7–5, 6–4            |
| 2006 | Арно Клеман            | Маріо Анчич         | 6–4, 6–2            |
| 2007 | Жиль Сімон             | Маркос Багдатіс     | 6–4, 7–6(7–3)       |
| 2008 | Енді Маррей            | Маріо Анчич         | 6–3, 6–4            |
| 2009 | Жо-Вілфрід Тсонга      | Мікаель Льодра      | 7–5, 7–6(7–3)       |
| 2010 | Мікаель Льодра         | Жульєн Беннето      | 6–3, 6–4            |
| 2011 | Робін Содерлінг        | Марин Чилич         | 6–7(8–10), 6–3, 6–3 |
| 2012 | Хуан Мартін дель Потро | Мікаель Льодра      | 6–4, 6–4            |
| 2013 | Жо-Вілфрід Тсонга (2)  | Томаш Бердих        | 3–6, 7–6(8–6), 6–4  |
| 2014 | Ернестс Гулбіс         | Жо-Вілфрід Тсонга   | 7–6(7–5), 6–4       |
| 2015 | Жиль Сімон (2)         | Гаель Монфіс        | 6–4, 1–6, 7–6(7–4)  |
| 2016 | Нік Киріос             | Марин Чилич         | 6–2, 7–6(7–3)       |
| 2017 | Жо-Вілфрід Тсонга (3)  | Люка Пуй            | 6–4, 6–4            |
| 2018 | Карен Хачанов          | Люка Пуй            | 7–5, 3–6, 7–5       |
| 2019 | Стефанос Ціціпас       | Михайло Кукушкін    | 7–5, 7–6(7–5)       |
| 2020 | Стефанос Ціціпас (2)   | Фелікс Оже-Аліассім | 6–3, 6–4            |
| 2021 | Данило Медведєв        | П'єр-Юг Ербер       | 6–4, 6–7(4–7), 6–4  |
| 2022 | Андрій Рубльов         | Фелікс Оже-Аліассім | 7–5, 7–6(7–4)       |
| 2023 | Губерт Гуркач          | Бенжамен Бонзі      | 6–3, 7–6(7–4)       |
| 2024 | Юго Енбер              | Григор Димитров     | 6–4, 6–3            |
| 2025 | Юго Енбер              | Хамад Меджедович    | 7–6(7–4), 6–4       |

### Парний розряд
| Рік  | Чемпіони                                  | Фіналісти                                | Рахунок                |
| ---- | ----------------------------------------- | ---------------------------------------- | ---------------------- |
| 1993 | Арно Боеч Олів'є Делетр                   | Іван Лендл Хрісто ван Ренсбург           | 6–3, 7–6               |
| 1994 | Ян Сімерінк Даніель Вацек                 | Мартін Дамм Євген Кафельников            | 6–7, 6–4, 6–1          |
| 1995 | Девід Адамс Андрій Ольховський            | Жан-Філіпп Флер'ян Родольф Жільбер       | 6–1, 6–4               |
| 1996 | Жан-Філіпп Флер'ян Гійом Рау              | Маріус Барнард Петер Нюборґ              | 6–3 6–2                |
| 1997 | Томас Енквіст Магнус Ларссон              | Олів'є Делетр Фабріс Санторо             | 6–3, 6–4               |
| 1998 | Доналд Джонсон Франсіско Монтана          | Марк Кейл Т. Дж. Міддлтон                | 6–4, 3–6, 6–3          |
| 1999 | Максим Мирний Андрій Ольховський          | Девід Адамс Павел Візнер                 | 7–5, 7–6(9–7)          |
| 2000 | Сімон Аспелін Юган Ландсберг              | Хуан Ігнасіо Карраско Хайро Веласко мол. | 7–6(7–2), 6–4          |
| 2001 | Жюльєн Бутте Фабріс Санторо               | Майкл Гілл Джефф Таранго                 | 7–6(9–7), 7–5          |
| 2002 | Арно Клеман Ніколя Ескюде                 | Жюльєн Бутте Максим Мирний               | 6–4, 6–3               |
| 2003 | Себастьян Грожан Фабріс Санторо (2)       | Томаш Цибулець Павел Візнер              | 6–1, 6–4               |
| 2004 | Марк Ноулз Деніел Нестор                  | Мартін Дамм Цирил Сук                    | 7–5, 6–3               |
| 2005 | Мартін Дамм Радек Штепанек                | Марк Ноулз Деніел Нестор                 | 7–6(7–4), 7–6(7–5)     |
| 2006 | Мартін Дамм (2) Радек Штепанек (2)        | Марк Ноулз Деніел Нестор                 | 6–2, 6–7(4–7), [10–3]  |
| 2007 | Арно Клеман (2) Мікаель Льодра            | Марк Ноулз Деніел Нестор                 | 7–5, 4–6, [10–8]       |
| 2008 | Мартін Дамм (3) Павел Візнер              | Їв Аллегро Джефф Кутзе                   | 7–6(7–0), 7–5          |
| 2009 | Арно Клеман (3) Мікаель Льодра (2)        | Юліан Ноул Енді Рам                      | 3–6, 6–3, [10–8]       |
| 2010 | Жульєн Беннето Мікаель Льодра (3)         | Юліан Ноул Роберт Ліндстедт              | 6–4, 6–3               |
| 2011 | Робін Гаасе Кен Скупскі                   | Жульєн Беннето Жо-Вілфрід Тсонга         | 6–4, 6–7(4–7), [13–11] |
| 2012 | Ніколя Маю Едуар Роже-Васслен             | Дастін Браун Жо-Вілфрід Тсонга           | 3–6, 6–4, [10–6]       |
| 2013 | Роган Бопанна Колін Флемінг               | Айсам-уль-Хак Куреші Жан-Жульєн Роєр     | 6–4, 7–6(7–3)          |
| 2014 | Жульєн Беннето (2) Едуар Роже-Васслен (2) | Пол Генлі Джонатан Маррей                | 4–6, 7–6(8–6), [13–11] |
| 2015 | Марін Драганя Генрі Контінен              | Колін Флемінг Джонатан Маррей            | 6–4, 3–6, [10–8]       |
| 2016 | Мате Павич Майкл Вінус                    | Джонатан Ерліх Колін Флемінг             | 6–2, 6–3               |
| 2017 | Жульєн Беннето (3) Ніколя Маю (2)         | Робін Гаасе Домінік Інглот               | 6–4, 6–7(9–11), [10–5] |
| 2018 | Равен Класен Майкл Вінус (2)              | Маркус Даніелл Домінік Інглот            | 6–7(2–7), 6–3, [10–4]  |
| 2019 | Жеремі Шарді Фабріс Мартен                | Бен Маклахлан Матве Мідделкоп            | 6–3, 6–7(4–7), [10–3]  |
| 2020 | Ніколя Маю (3) Вашек Поспішил             | Веслі Колгоф Нікола Мектич               | 6–3, 6–4               |
| 2021 | Ллойд Ґласспул Гаррі Геліоваара           | Сандер Арендс Давід Пел                  | 7–5, 7–6(7–4)          |
| 2022 | Денис Молчанов Андрій Рубльов             | Равен Класен Бен Маклахлан               | 4–6, 7–5, [10–7]       |
| 2023 | Сантьяго Гонсалес Едуар Роже-Васслен      | Ніколя Маю Фабріс Мартен                 | 4–6, 7–6(7–4), [10–7]  |
| 2024 | Томаш Махач Чжан Чжичжень                 | Патрік Ніклас-Салмінен Еміль Русувуорі   | 6–3, 6–4               |
| 2025 | Бенжамен Бонзі П'єр-Юг Ербер              | Сандер Жіє Ян Зелінський                 | 6–3, 6–4               |